# Бред Стюарт
Бред Стюарт (англ. Brad Stuart, нар. 6 листопада 1979, Рокі Маунтін Хаус) — колишній канадський хокеїст, що грав на позиції захисника. Грав за збірну команду Канади.
Володар Кубка Стенлі. Провів понад тисячу матчів у Національній хокейній лізі.

## Ігрова кар'єра
Хокейну кар'єру розпочав 1995 року в ЗХЛ.
На драфті НХЛ 1998 обраний в 1 раунді під загальним 3-м номером командою «Сан-Хосе Шаркс».
У грі проти «Лос-Анджелес Кінгс» 4 квітня 2004 року закинув дві шайби протягом 17 секунд, тим самим зрівнявши рахунок, перевівши матч в овертайм. «Акули» виграли, а дві шайби стали найшвидшими в історії «Сан-Хосе Шаркс», більш того це є другим результатом в НХЛ. Дві шайби за менший час, 8 секунд, закинув Оуен Нолан у Матчі всіх зірок НХЛ в 1997 році.
У листопаді 2005 року, провівши за «Сан-Хосе Шаркс» трохи більше шести сезонів, був обміняний з партнерами по команді Марко Штурмом і Вейном Прімо в «Бостон Брюїнс» на Джо Торнтона.
10 лютого 2007 року його було обміняно в «Калгарі Флеймс» разом з Вейном Прімо на Чака Кобасью і Ендрю Ференса.
У міжсезоння підписав контракт з «Лос-Анджелес Кінгс» терміном на один рік і зарплатою в 3,5 млн дол.

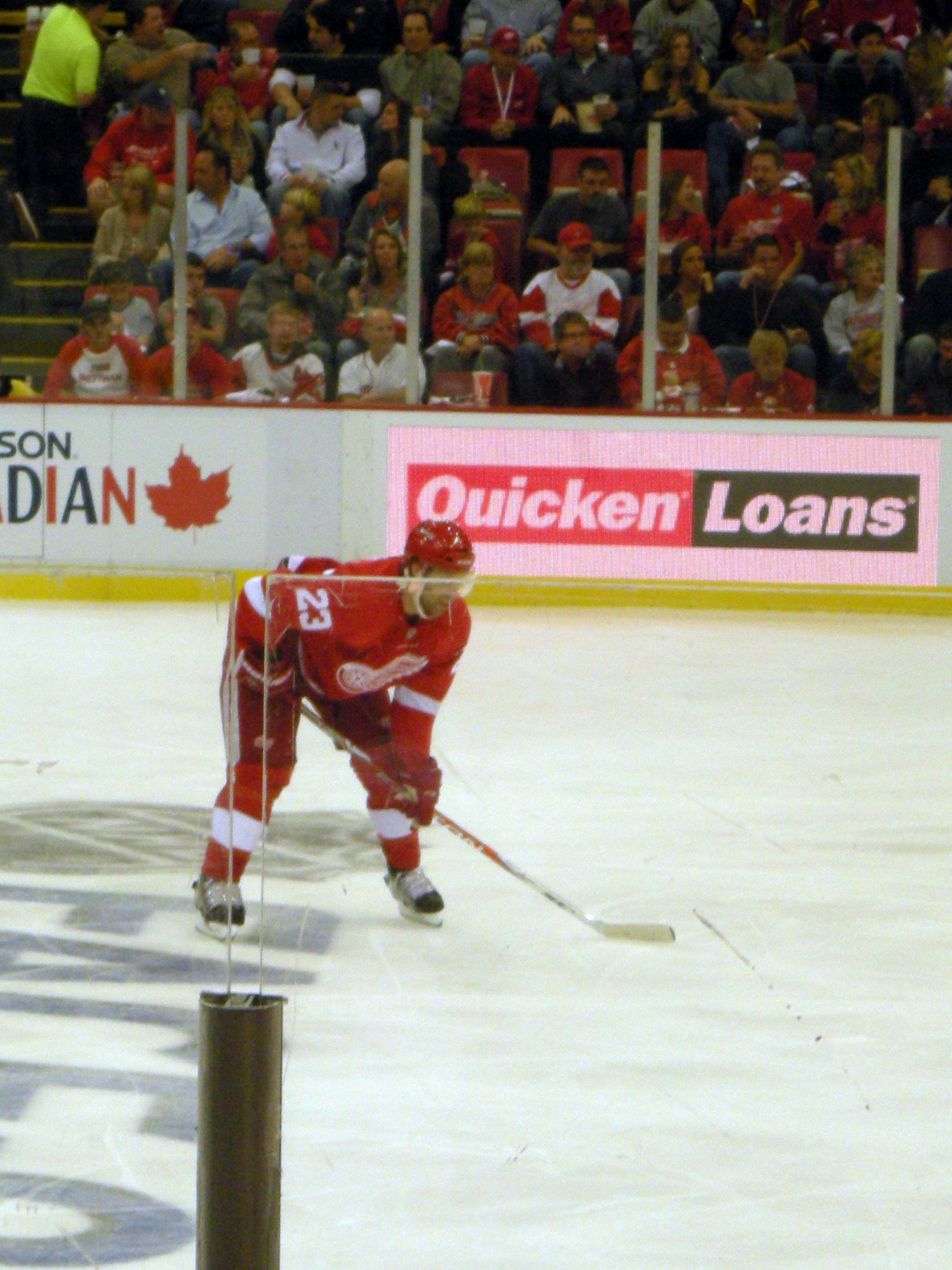
Стюарт в складі Детройт Ред Вінгс в матчі проти Анагайм Дакс жовтень 2010 року.

26 лютого 2008 року, незадовго до початку заборони на трансфер, «Лос-Анджелес Кінгс» обміняв Бреда Стюарта на право вибору в другому раунді драфта 2008 і четвертому раунді драфту 2009 у «Детройт Ред Вінгс». 4 червня 2008 року Стюарт став володарем Кубка Стенлі в складі «Детройт Ред Вінгс». Разом зі своїм партнером по команді Нікласом Кронваллем був включений в список кращих захисників.
1 липня 2008 підписав новий чотирирічний контракт з «Детройтом». Сума угоди склала $ 15 млн. 17 серпня 2008 року Бред Стюарт повертається в своє рідне місто Рокі Маунтін Хаус. У сезоні 2008/2009 зіграв 67 матчів, набравши 15 очок.
10 червня 2012 року «Ред Вінгс» домовилися з «Сан-Хосе Шаркс» про обмін Бреда Стюарта на Ендрю Мюррея і право вибору в 7-му раунді драфта 2014 року. Вісім днів по тому було повідомлено про те, що Стюарт поставив підпис під новим трирічним контрактом з «акулами» загальною сумою 10,8 млн дол.
Був дискваліфікований на три гри за те, що 8 жовтня 2013 року, в матчі проти «Нью-Йорк Рейнджерс» застосував заборонений силовий прийом проти Ріка Неша.
Влітку 2014 року був обміняний в «Колорадо Аваланч», де 2 роки по тому і завершив кар'єру.
Загалом провів 1198 матчів у НХЛ, включаючи 142 гри плей-оф Кубка Стенлі.
Був гравцем молодіжної збірної Канади, у складі якої брав участь у 7 іграх. Виступав за дорослу збірну Канади, на головних турнірах світового хокею провів 16 ігор в її складі.

## Статистика

### Клубні виступи
| Сезон        | Клуб                 | Ліга         | Регулярний сезон | Регулярний сезон | Регулярний сезон | Регулярний сезон | Регулярний сезон | Плей-оф | Плей-оф | Плей-оф | Плей-оф | Плей-оф |
| Сезон        | Клуб                 | Ліга         | І                | Г                | П                | О                | ШХ               | І       | Г       | П       | О       | ШХ      |
| ------------ | -------------------- | ------------ | ---------------- | ---------------- | ---------------- | ---------------- | ---------------- | ------- | ------- | ------- | ------- | ------- |
| 1995–96      | «Реджайна Патс»      | ЗХЛ          | 3                | 0                | 0                | 0                | 0                | —       | —       | —       | —       | —       |
| 1996–97      | «Реджайна Патс»      | ЗХЛ          | 57               | 7                | 36               | 43               | 58               | 5       | 0       | 4       | 4       | 4       |
| 1997–98      | «Реджайна Патс»      | ЗХЛ          | 72               | 20               | 45               | 65               | 82               | 9       | 3       | 4       | 7       | 10      |
| 1998–99      | «Реджайна Патс»      | ЗХЛ          | 29               | 10               | 19               | 29               | 43               | —       | —       | —       | —       | —       |
| 1998–99      | «Калгарі Гітмен»     | ЗХЛ          | 30               | 11               | 22               | 33               | 26               | 21      | 8       | 15      | 23      | 59      |
| 1999–00      | «Сан-Хосе Шаркс»     | НХЛ          | 82               | 10               | 26               | 36               | 32               | 12      | 1       | 0       | 1       | 6       |
| 2000–01      | «Сан-Хосе Шаркс»     | НХЛ          | 77               | 5                | 18               | 23               | 56               | 5       | 1       | 0       | 1       | 0       |
| 2001–02      | «Сан-Хосе Шаркс»     | НХЛ          | 82               | 6                | 23               | 29               | 39               | 12      | 0       | 3       | 3       | 8       |
| 2002–03      | «Сан-Хосе Шаркс»     | НХЛ          | 36               | 4                | 10               | 14               | 46               | —       | —       | —       | —       | —       |
| 2003–04      | «Сан-Хосе Шаркс»     | НХЛ          | 77               | 9                | 30               | 39               | 34               | 17      | 1       | 5       | 6       | 13      |
| 2005–06      | «Сан-Хосе Шаркс»     | НХЛ          | 23               | 2                | 10               | 12               | 14               | —       | —       | —       | —       | —       |
| 2005–06      | «Бостон Брюїнс»      | НХЛ          | 55               | 10               | 21               | 31               | 38               | —       | —       | —       | —       | —       |
| 2006–07      | «Бостон Брюїнс»      | НХЛ          | 48               | 7                | 10               | 17               | 26               | —       | —       | —       | —       | —       |
| 2006–07      | «Калгарі Флеймс»     | НХЛ          | 27               | 0                | 5                | 5                | 18               | 6       | 0       | 1       | 1       | 6       |
| 2007–08      | «Лос-Анджелес Кінгс» | НХЛ          | 63               | 5                | 16               | 21               | 67               | —       | —       | —       | —       | —       |
| 2007–08      | «Детройт Ред-Вінгс»  | НХЛ          | 9                | 1                | 1                | 2                | 2                | 21      | 1       | 6       | 7       | 14      |
| 2008–09      | «Детройт Ред-Вінгс»  | НХЛ          | 67               | 2                | 13               | 15               | 26               | 23      | 3       | 6       | 9       | 12      |
| 2009–10      | «Детройт Ред-Вінгс»  | НХЛ          | 82               | 4                | 16               | 20               | 22               | 12      | 2       | 4       | 6       | 8       |
| 2010–11      | «Детройт Ред-Вінгс»  | НХЛ          | 67               | 3                | 17               | 20               | 40               | 11      | 0       | 2       | 2       | 8       |
| 2011–12      | «Детройт Ред-Вінгс»  | НХЛ          | 81               | 6                | 15               | 21               | 29               | 5       | 0       | 1       | 1       | 0       |
| 2012–13      | «Сан-Хосе Шаркс»     | НХЛ          | 48               | 0                | 6                | 6                | 25               | 11      | 1       | 2       | 3       | 2       |
| 2013–14      | «Сан-Хосе Шаркс»     | НХЛ          | 61               | 3                | 8                | 11               | 35               | 7       | 0       | 0       | 0       | 0       |
| 2014–15      | «Колорадо Аваланч»   | НХЛ          | 65               | 3                | 10               | 13               | 16               | —       | —       | —       | —       | —       |
| 2015–16      | «Колорадо Аваланч»   | НХЛ          | 6                | 0                | 0                | 0                | 0                | —       | —       | —       | —       | —       |
| Усього в НХЛ | Усього в НХЛ         | Усього в НХЛ | 1056             | 80               | 255              | 335              | 565              | 142     | 10      | 30      | 40      | 77      |

### Збірна
| Рік                | Команда            | Турнір             | Місце              | І  | Г | П | О | ШХ |
| ------------------ | ------------------ | ------------------ | ------------------ | -- | - | - | - | -- |
| 1999               | Канада             | МЧС                | 2                  | 7  | 0 | 1 | 1 | 2  |
| 2001               | Канада             | ЧС                 | 5-е                | 7  | 1 | 1 | 2 | 6  |
| 2006               | Канада             | ЧС                 | 7-е                | 9  | 0 | 3 | 3 | 14 |
| Молодіжна збірна   | Молодіжна збірна   | Молодіжна збірна   | Молодіжна збірна   | 7  | 0 | 1 | 1 | 2  |
| Національна збірна | Національна збірна | Національна збірна | Національна збірна | 16 | 1 | 4 | 5 | 20 |